# Сату-Маре (Круча, Сучава)
Сату-Маре (рум. Satu Mare) — село у повіті Сучава в Румунії. Входить до складу комуни Круча.
Село розташоване на відстані 326 км на північ від Бухареста, 58 км на південний захід від Сучави.

## Населення
За даними перепису населення 2002 року у селі проживали 383 особи, з них 382 особи (99,7%) румунів. Рідною мовою 382 особи (99,7%) назвали румунську.